# Estación de servicio Arocena (Montevideo)
La estación de servicio de Arocena es una histórica estación de servicio situada en el barrio de Carrasco de Montevideo. La misma fue diseñada por el arquitecto Rafael Lorente Escudero para la petrolera estatal uruguaya .   

## Historia
La misma fue construida en 1943 por orden de la Administración Nacional de Combustibles, Alcoholes y Portland, la obra estuvo a cargo del arquitecto Rafael Lorente Escudero, arquitecto que también diseño otras construcciones para la petrolera estatal, tales como su casa matriz. Es en la actualidad una de las pocas estaciones de servicio diseñadas por Escudero, todavía operativas. En el año 2000 fue declarada como Monumento Histórico Nacional.